# Цифровая карта
Цифрова́я ка́рта (цифрова́я ка́рта ме́стности) — цифровая модель местности, созданная путём цифрования картографических источников, фотограмметрической обработки данных дистанционного зондирования, цифровой регистрации.
ГОСТ 28441—99 даёт такое определение: «Цифровая карта (ЦК) — цифровая картографическая модель, содержание которой соответствует содержанию карты определенного вида и масштаба.»
Классификация цифровых карт по содержанию и назначению соответствует общей классификации карт, например: цифровая топографическая карта, цифровая авиационная карта, цифровая геологическая карта, цифровая кадастровая карта и другие.

## Назначение
Цифровая карта является основой информационного обеспечения автоматизированных картографических систем (АКС) и географических информационных систем (ГИС) и может являться результатом их работы.
Цифровые карты могут непосредственно восприниматься человеком, при визуализации электронных карт (на видеоэкранах) и компьютерных карт (на твёрдой основе), а могут использоваться как источник информации в машинных расчётах без визуализации в виде изображения.
Цифровые карты служат основой для изготовления обычных бумажных и компьютерных карт на твёрдой подложке.

## Создание
Цифровые карты создаются следующими способами или их комбинацией (фактически способы сбора пространственной информации):
- оцифровка (цифрование) традиционных аналоговых картографических произведений (например, бумажных карт);
- фотограмметрическая обработка данных дистанционного зондирования;
- полевая съёмка (например, геодезическая тахеометрическая съёмка или съёмка с использованием приборов систем глобального спутникового позиционирования);
- камеральная обработка данных полевых съёмок и иные методы.

## Способы хранения и передачи
Так как модели, описывающие пространство (цифровые карты), весьма нетривиальны (в отличие, например, от растровых изображений), то для их хранения часто используют специализированные базы данных (БД, см. пространственная база данных), а не одиночные файлы заданного формата.
Для обмена цифровыми картами между различными информационными системами используют специальные обменные форматы. Это могут быть или популярные форматы каких-либо производителей программного обеспечения (ПО) (например, DXF, MIF, SHP и др.), ставшие стандартом «де-факто», или международные стандарты (например, такой стандарт Open Geospatial Consortium (OGC), как GML).